# Devil May Cry (serie animata)
Devil May Cry (デビル メイ クライ?, Debiru Mei Kurai) è un anime di 12 episodi prodotto da Madhouse e trasmesso da WOWOW nel 2007, ispirato al noto videogioco Devil May Cry creato dalla CAPCOM. Proprio come nel videogame, si ha come protagonista Dante. L'anime presenta degli episodi autoconclusivi nei quali troviamo il protagonista affiancato da una ragazzina di nome Patty e dal suo informatore/agente Morrison. Con il seguire della serie Dante farà un incontro con alcune vecchie conoscenze, come Lady e Trish, noti personaggi che facevano la loro comparsa nel videogioco. Vi sono comunque pochissimi riferimenti ai videogiochi precedenti.
In Italia, il 20 gennaio 2008 i primi tre episodi dell'anime sono stati proiettati in anteprima in occasione del Future Film Festival. I diritti sono stati acquistati dalla Yamato Video e la serie è stata trasmessa in prima visione sul canale satellitare Man-ga sulla piattaforma Sky dal 3 luglio al 19 settembre 2010. Il 1º dicembre 2013 tutti gli episodi sono stati pubblicati per lo streaming su internet sul canale di YouTube Yamato Animation. Tra il team che ha scritto le musiche sotto lo pseudonimo Rungran figura il compositore italiano Gabriele Roberto.

## Trama
Dante è figlio del demone Sparda e di un'umana, e per questo è un mezzo demone, anche se il suo aspetto risulta del tutto umano. Sebbene questa sembri una contraddizione, l'obiettivo di Dante è proprio quello di sconfiggere ed uccidere i demoni. Cronologicamente la serie si svolge fra i primi due videogiochi.

## Personaggi

### Principali
Dante (ダンテ?, Dante)
Doppiato da: Toshiyuki Morikawa (ed. giapponese), Alessandro D'Errico (ed. italiana)
Il protagonista della serie anime (nonché dei videogiochi), è un mezzo demone, figlio del Leggendario Cavaliere Sparda e di un'umana, Eva. A causa di questa sua origine i demoni credono che se prendessero la sua anima diventerebbero incredibilmente potenti; è proprio per questo motivo che i demoni incendiano il villaggio di Dante (allora ragazzino) e uccidono sua madre. In Dante, quindi, si accresce l'odio per i demoni e diventa un "Devil Hunter" (cacciatore di demoni), dirigendo l'agenzia Devil May Cry. Si trova spesso in contrasto con Patty, dopo che si è trasferita nella sua agenzia. È molto goloso di pizza con mix di prosciutto crudo, aglio, patate, senza olive e in formato gigante, e del gelato Strawberry Sundae.
Patty Lowell (パティ・ローエル?, Pati Rōeru)
Doppiata da: Misato Fukuen (ed. giapponese), Loretta Di Pisa (ed. italiana)
La protagonista femminile della serie anime, è una bambina orfana che conosce Dante già nel primo episodio e già tra i due ci sono sentimenti sia di contrasto che di simpatia, sistema l'agenzia (a volte con qualcosa di suo) e ne fa la guardia quando Dante non c'è; si fa inoltre molto amica di Trish, Lady e Morrison. È la discendente di una famiglia che sigillò il demone Abigail con dei manufatti, impedendo un vero e proprio Armageddon. Per questa ragione la madre la lasciò in un orfanotrofio, con la scusa di essere morta di malattia, per proteggerla dai demoni.
Trish (トリッシュ?, Torisshu)
Doppiata da: Atsuko Tanaka (ed. giapponese), Donatella Fanfani (ed. italiana)
È la partner di Dante, un demone creato dal signore dei demoni Mundus con le sembianze della madre di Dante. Si è assentata per un lungo periodo dopo gli eventi del primo capitolo, e dopo che ritorna in città si trova già in contrasto con Lady; si scoprirà che Lady è stata raggirata da un demone per far fuori Trish che gli stava dando la caccia. In seguito diventa amica di Lady e di Patty. Per combattere utilizza sia le armi da fuoco che i suoi poteri elettrici.
Lady (レディ?, Redi)
Doppiata da: Fumiko Orikasa (ed. giapponese), Beatrice Caggiula (ed. italiana)
Conosciuta già nel terzo capitolo, è, come Dante, una Devil Hunter e da continuamente la caccia ai demoni, spesso in coppia con il figlio di Sparda. Chiarito un malinteso (a causa di un demone che l'aveva ingannata) si fa amica di Trish, e di Patty. Sembra avere un grosso credito verso Dante, che lui cerca sempre di cancellare e di cui rimanda puntualmente il saldo.
J.D. Morrison (J・D・モリソン?, J.D. Morison)
Doppiato da: Akio Ōtsuka (ed. giapponese), Marco Balzarotti (ed. italiana)
È l'informatore/agente di Dante, che gli dà il lavoro su alcuni casi di demoni, e spesso si trattiene nell'agenzia.
Sid (シド?, Shido)
Doppiato da: Nachi Nozawa (ed. giapponese), Daniele Demma (ed. italiana)
Il principale antagonista della serie anime, è un orribile demone che inizialmente sembrava debole in cui è un fastidio per Dante, e si è dimostrato una minaccia molto più grande poiché ha manipolato gli eventi che si verificano nella serie animata. Negli episodi finali, è stato in grado di ottenere i poteri di un demone di nome Abigail, ma è stato sconfitto e ucciso dal protagonista.

### Secondari
Brad (ブラッド?, Buraddo)
Doppiato da: Hirofumi Nojima (ed. giapponese), Valerio Amoruso (ed. italiana)
È un ragazzo di bell'aspetto che porta gli occhiali e legge romanzi d'amore. Nonostante le apparenze è in realtà un demone, innamoratosi di Angelina, la figlia del sindaco. Il sindaco osservando di nascosto che con i suoi poteri curava i fiori appassiti, sentendo di misteriose morti in giro per la città, ingaggiò Dante affinché lo uccidesse. Seguendolo dietro un vicolo dalla sua ombra si manifesta un altro demone che si rivela essere stato lui ad avere ucciso gli altri esseri umani. Dante interviene uccidendo il demone in questione, puntando infine la pistola su Brad. Egli tuttavia rifiuta di scappare, ammettendo che nel mondo dei demoni tutti lo deridevano e lo disprezzavano per essere debole. Brad sapendo della natura di Dante, in quanto nato dall'amore tra un umano e un demone domanda se i suoi genitori si sono amati. Dante risponde di sì. Versando lacrime (cosa che un demone non sarebbe in grado) Brad ammette infine di essere innamorato di Angelina, avvertendo Dante che tra poche ore si sarebbe manifestato il suo padrone, un demone di grande potenza che avrebbe rischiato di distruggere la città. Si scopre che il responsabile è il maggiordomo del sindaco. Irrompendo nella sala della casa Brad con i suoi poteri curativi guarisce il sindaco, Dante ricaccia indietro Belfegor che era sul punto di giungere nel mondo umano. Dante risparmia la vita a Brad, che conosce l'amore e sa cosa vuol dire piangere per qualcuno. Angelina nonostante la verità su Brad non gli dà peso. Poco tempo dopo inviano una foto a Dante in cui si mostrano insieme felici con un mazzo di fiori in mano.
Patty Lowell (パティ・ローエル?, Pati Rōeru)
Doppiata da: Yukana (ed. giapponese), Jolanda Granato (ed. italiana)
Donna di nobile famiglia, che possiede lo stesso nome e cognome della bambina Patty dell'orfanotrofio. Scoperta da poco l'esistenza di una sorella (nonché figlia illegittima del capo famiglia) gli ziastri l'aspettano nell'abitazione dei Lowell, per cedergli l'eredità. In caso in cui non si fosse presentata dopo due giorni, l'eredità sarebbe passata a loro. Per garantirsi un viaggio senza pericoli, decide di usare Patty come diversivo facendo ricadere tutte le attenzioni su di lei, consapevole che gli zii avrebbero tentato di ostacolarla per dividersi fra loro l'eredità. Preoccupata tuttavia dei pericoli che avrebbe corso Patty, fa ingaggiare Dante affinché la protegga. Alex uno dei fratelli dell'eredità, non che l'avvocato, si rivela essere un demone, avendo venduto la sua anima per potersi tenere unicamente per sé l'eredita, ed è il responsabile di avere inviato i demoni per uccidere Patty. Alex-demone ferisce brutalmente i fratelli per poi accanirsi contro Patty. Solo l'intervento tempestivo di Dante che massacra di colpi il demone riesce a salvare la donna. Dante è disgustato dalla sua meschinità, ammettendo che se non fosse stata umana, l'avrebbe uccisa all'istante. Patty chiede di tenere lì in casa la bambina per potere cercare di fare ammenda a quello che ha fatto. Patty, nonostante la possibilità di rimanere in una villa di lusso, decide di restare alla Devil My Cry usando il denaro del risarcimento per dare vestiti e giochi ai suoi amici dell'orfanotrofio.

## Episodi
| Nº | Titolo italiano                | In onda          | In onda           |
| Nº | Titolo italiano                | Giapponese       | Italiano          |
| 1  | Mission: 01 - Devil May Cry    | 14 giugno 2007   | 3 luglio 2010     |
| 2  | Mission: 02 - Highway Star     | 21 giugno 2007   | 11 luglio 2010    |
| 3  | Mission: 03 - Not Love         | 28 giugno 2007   | 18 luglio 2010    |
| 4  | Mission: 04 - Rolling Thunder  | 5 luglio 2007    | 25 luglio 2010    |
| 5  | Mission: 05 - In Private       | 12 luglio 2007   | 1º agosto 2010    |
| 6  | Mission: 06 - Rock Queen       | 19 luglio 2007   | 8 agosto 2010     |
| 7  | Mission: 07 - Wishes Come True | 26 luglio 2007   | 15 agosto 2010    |
| 8  | Mission: 08 - Once Upon a Time | 2 agosto 2007    | 22 agosto 2010    |
| 9  | Mission: 09 - Death Poker      | 9 agosto 2007    | 29 agosto 2010    |
| 10 | Mission: 10 - The Last Promise | 26 agosto 2007   | 5 settembre 2010  |
| 11 | Mission: 11 - Showtime!        | 30 agosto 2007   | 12 settembre 2010 |
| 12 | Mission: 12 - Stylish!         | 6 settembre 2007 | 19 settembre 2010 |

### Colonna sonora
Sigla di apertura
- d.m.c, dei Rungran

Sigla di chiusura
- I'll be your home, di Rin Oikawa

Interne agli episodi
- Room DESPAIR, degli Aimee B
- FUTURE IN MY HANDS, degli Aimee B (ep. 6)